# District de Rakovník
Le district de Rakovník (en tchèque : okres Rakovník) est un des douze districts de la région de Bohême-Centrale, en Tchéquie. Son chef-lieu est la ville de Rakovník.

## Liste des communes
Le district compte 83 communes, dont 3 ont le statut de ville (město, en gras) et 6 celui de bourg (městys, en italique) :
Bdín •
Branov •
Břežany •
Chrášťany •
Čistá •
Děkov •
Drahouš •
Hořesedly •
Hořovičky •
Hracholusky •
Hřebečníky •
Hředle •
Hvozd •
Janov •
Jesenice •
Kalivody •
Karlova Ves •
Kněževes •
Kolešov •
Kolešovice •
Kounov •
Kozojedy •
Krakov •
Krakovec •
Kroučová •
Krty •
Krupá •
Krušovice •
Křivoklát •
Lašovice •
Lišany •
Lubná •
Lužná •
Malinová •
Městečko •
Milostín •
Milý •
Mšec •
Mšecké Žehrovice •
Mutějovice •
Nesuchyně •
Nezabudice •
Nové Strašecí •
Nový Dům •
Olešná •
Oráčov •
Panoší Újezd •
Pavlíkov •
Petrovice •
Pochvalov •
Přerubenice •
Příčina •
Přílepy •
Pšovlky •
Pustověty •
Račice •
Rakovník •
Řeřichy •
Řevničov •
Roztoky •
Ruda •
Rynholec •
Šanov •
Senec •
Senomaty •
Šípy •
Skryje •
Slabce •
Smilovice •
Srbeč •
Švihov •
Svojetín •
Sýkořice •
Třeboc •
Třtice •
Václavy •
Velká Buková •
Velká Chmelištná •
Všesulov •
Všetaty •
Zavidov •
Zbečno •
Žďár

## Principales communes
Population des dix principales communes du district au 1er janvier 2024 et évolution depuis le 1er janvier 2023 :
| Rakovník      | 15 739 | en diminution   |
| Nové Strašecí | 5 684  | en diminution   |
| Lužná         | 1 970  | en diminution   |
| Jesenice      | 1 656  | en augmentation |
| Řevničov      | 1 452  | en augmentation |
| Senomaty      | 1 271  | en diminution   |
| Lubná         | 1 091  | en augmentation |
| Pavlíkov      | 1 073  | en diminution   |
| Roztoky       | 1 046  | en augmentation |